# Vergelijkingssite
Een vergelijkingssite is een website waar consumenten en bedrijven producten of diensten van verschillende ondernemingen met elkaar kunnen vergelijken. Hierbij wordt gebruikgemaakt van een database waarin op specifieke kenmerken geselecteerd (gefilterd) wordt. Het voordeel van een vergelijkingssite is de mogelijkheid om een grote hoeveelheid informatie snel, transparant en overzichtelijk weer te geven, waardoor een objectieve keuze uit het totale aanbod gemaakt kan worden. Daarnaast kan men veelal ook secundaire gegevens met elkaar vergelijken (zoals populariteit en consumentenwaardering) en is het mogelijk om ervaringen en recensies van andere gebruikers na te lezen.
Eventueel kan het product of de dienst bij de producent worden aangekocht via de website. De vergelijkingssite treedt dan op als tussenpersoon. In de meeste gevallen is de site gratis te gebruiken voor gebruikers en ontvangt de vergelijkingssite een commissie per bestelling of per uitgaande klik van desbetreffende webshop/aanbieder. Ook kunnen er inkomsten uit reclame (banners) gegenereerd worden.
De kwaliteit van de site is onder meer afhankelijk van de structuur, volledigheid, correctheid en al dan niet waargemaakte onafhankelijkheid van de databasegegevens. In februari 2012 toonde de Nederlandse Mededingingsautoriteit (NMa) zich kritisch over de kwaliteit van vergelijkingssites op het gebied van sparen en reisverzekeringen. Na eigen onderzoek van bijna 40 Nederlandse sites kwam het bestuursorgaan tot de conclusie dat in 60 procent van de gevallen een groot deel van de spaarrentes of verzekeringspremies niet juist was. Ook zouden er te weinig producten worden weergegeven en valt vaak niet te achterhalen wie er achter de productie of de financiering van een bepaalde site zit. De NMa pleitte daarop voor een gedragscode voor vergelijkingssites.